# Noordelijke Tuoptemeren
De Noordelijke Tuoptemeren, Samisch: Bajip Duoptejávritt, zijn twee meren in Zweden. De meren liggen in de gemeente Kiruna aan de westkant van de Tuopteberg, ten zuiden van de Tuoptekloof en ten noorden van het Tuoptemeer, vandaar de toevoeging. Het water erin stroomt door de Westelijke Tuopterivier weg.
afwatering: Noordelijke Tuoptemeren → Westelijke Tuopterivier → Torneträsk → Torne → Botnische Golf